# Lascellas-Ponzano
Lascellas-Ponzano est une municipalité de la comarque de Somontano de Barbastro, dans la province de Huesca, dans la communauté autonome d'Aragon en Espagne.

## Histoire
En 1935, le village de Ponzano compte environ 600 habitants. 258 votants sont recensés (auxquels il faut ajouter les enfants de 0 à 21 ans qui ne votent pas).
Le 17 juillet 1936, le coup d'État manqué de Franco, Mola et consorts échoue. Huesca tombe aux mains des nationalistes. Mais Barbastro reste fidèle à la république. La frontière entre les deux se situe à peu près au niveau de Sietamo qui se trouve à environ 7 km de Ponzano. Le village se trouve à 7 km de Sietamo. Dès les premiers jours de la guerre civile, un comité révolutionnaire est institué pour protéger le village de l'envahisseur franquiste. Le premier président est Cesareo Pablo Cabrero. Le second sera Felipe Calvo Latre. Le secrétaire est Timoteo Naval Zanuy. 
Six « fascistes » sont incarcérés à Barbastro où ils mourront avant la fin de l'année : le curé du village Angel Terreu Sanz, âgé de 72 ans, Julio et Sanchez Almando (frères de l'américain car ils sont nés en Argentine à la Plata[pas clair]), José Gascon Barrio, Joaquin Sin Rufas, Nicolas Agon Belillas.
Le comité révolutionnaire collectivise les terres du village. Selon un rapport de la garde civile des arbres sont taillés, la raison de cet acte n'est pas connu. Le travail des enfants est interdit. À cette époque les enfants des familles pauvres vont travailler comme domestiques chez les personnes plus fortunées. Ce sera le cas de Maria Cuello Boira et de beaucoup d'autres. La collectivité répartit les ressources et permet aux moins fortunés de subvenir à leur besoin, notamment les personnes âgées.
En mars 1938, commence la « reculada ». Les gens du village s'exilent vers Barcelone. Dès le premier jour de l'exil un enfant naît. Sa mère Benita Vidal Lafuente, son mari Ciriaco Cuello Boira (ainsi que son père José Cuello Gota) reviennent au village pour s'occuper de l'enfant qui vient de naître Avelina Cuello Vidal. Les quatre seront emprisonnés à leur retour. Avelina mourra des mauvais traitements en 1939. Elle n'avait qu'un an et demi.
Le reste du groupe continue l'exil, Maria Cuello Boira et sa sœur Felisa. Les deux sont mariées à deux frères respectivement Cesareo Pablo Cabrero, et Antonio qui sont sur le front. Les deux femmes amènent leurs enfants, Marie (3 ans), Pilar (8 mois), Pierrette et Antoine (3 ans). Ils sont accompagnés de Gregorio Rivares Ayerbe, Jesus Baron Ascaso et son frère José, de Nicolas Vitales et de José Vilas Giral. La marche dure plusieurs jours. Ils arrivent à Rubi (banlieue de Barcelone) où Feliza accouche dans un grenier. La deuxième fille de la retirada s'appellera Félicienne. Ils restent huit mois à Barcelone. Nicolas Vitales Lasus est affecté aux fortifications.
En février 1939, il faut quitter Barcelone : c'est l'exil définitif. Maria, Felisa et leurs enfants, comme des milliers d'espagnols, se dirigent vers la frontière française. Ils essuient les bombardements franquistes qui n'hésitent pas à tirer sur des civils. Ils sont arrêtés au Perthus. Les autorités françaises ont ordre de ne pas laisser passer les réfugiés. Pourtant les soldats de Franco s'approchent de la frontière et s'apprêtent à massacrer ces réfugiés. Alors que la barrière est levée, les réfugiés entrent en France in extremis. Maria et Felisa ont de la chance : elles sont envoyés à Barbotan où elles travailleront pour le maire du village Fernand Sentou qui possède des hôtels.
En 1945, le recensement ne compte plus que 58 électeurs, soit 200 de moins. La population est réduite à 20 % de son niveau d'avant-guerre.
Certains combattants sont morts au front : Joaquim Bonet Naya, Constantino Bosque Giral.
Beaucoup s'exilent comme Maria et Felisa. Manuel Vidal Panzano rejoint la famille Pablo aux Courros à Barbotan. José Maria Arasanz fera un séjour au camp d'Argelès comme Cesario et Antonio. La suite de son parcours n'est pas connue.
Juan Jaime Andreu s'exile en France d'où il partira pour le Mexique. Il obtient la nationalité mexicaine et travaille en tant que radio. Il demandera plus tard à recouvrer la nationalité espagnole. Nous ne savons pas s'il a obtenu gain de cause.
Fructuoso Urraca Pano est interné au camp de Bram. Il meurt le 22 mars 1939.
Paulina Boira Juste, Jacinto Colungo Avellanas, Felix Erenque Subias, Joaquin Fajarnes Agon, Miguel Juncar, Felix Nerin Gota, Felix Otin Bosque, Rogelio Simeon Calvo, Felix Torguet,
Francisco Casasnovas s'exile à Albi où il mourra centenaire.
José Cuello Gota s'exile et rejoint sa fille Maria aux Courros à Barbotan. Au village il était victime des humiliations répétées des gardes civils qui déféquaient dans son salon.
Benita d'abord, restée au village pour s'occuper de ses parents, s'exile en 1952 et rejoint les Pablo et son mari Ciriaco parti 12 ans avant elle. Leur fille Avelina est morte ils n'auront plus d'enfants. Benita terminera sa vie paralysée durant 15 ans.
D'autres sont emprisonnés. Timoteo Naval Zanuy est parti à El tomillo où il officie aussi en tant que secrétaire. Il est incarcéré et échappe de peu à la sentence de mort. Des témoignages se sont élevés en sa faveur.
En janvier 1939, Pascual Vidal Panzano, le frère de Manuel, est promu carabinier, en même temps que Cesareo, est incarcéré.
Jésus Bonet Boque est condamné à 12 ans. Ainsi que ses frères Daniel (Saragosse), et Pedro et sa sœur Martina. Son père martin Bonet Casasnovas aussi, ainsi que Francisco Albero Mora, Nicolas Vitlaes Lasus, Maria Trallero Marcos, Mariano Lopez Mugido, Bonifacio Domper Lailla, Fructuoso Colungo Lopezet, sa femme Benita Cantan Gracia, Ramon Bescos Trallero, Celedonio Agon Paul, Miguel Jarne Ferrer, l'instituteur du village.
Timoteo Borruel Colay est incarcéré et reviendra au village.
Antonia Bonet Naya est incarcéré et mourra en 1941.
Antonio Cambra Boira garde civil a refusé de se soulever comme ses collègues contre le gouvernement légitime. il a été condamné à 30 ans.
Mariano Gomez Bonet est incarcéré à Barbastro.
Francisco Cruel Calvo est condamné à 12 ans.
José Coronas Pano est incarcéré. il terminera sa vie à Abiego un village à quelques kilomètres de Ponzano.
Zenon Bosque Vidal est condamné à 11 ans. Antonio Cabrero Burgasé aussi. Mariano Ferrando Agon sera incarcéré s'exilera en France. Il meurt dans l'exil à Béziers où il travaille comme ouvrier agricole. Son corps sera rapatrié au cimetière de Ponzano où il repose aujourd'hui. c'est le seul corps à avoir été rapatrié.
Gregorio Rivares Ayerbe s'exile dans un premier temps et revient au village ; sa femme et ses cinq enfants y étaient restés. Il sera fusillé, ainsi Manuel Colay Buil le 6 mai 1940 à Huesca. Il avait combattu, ainsi que Felipe Calvo Latre, dans la Roja y Negra.

## Sources
(décembre 2019).
- Archives départementales de Huesca

- Archives départementales des PO

- Mairie de Montréal

- El pasado oculto de Julian Casanova

## Démographie
La population était de 162 habitants en 2005